# Schloss Herrnried

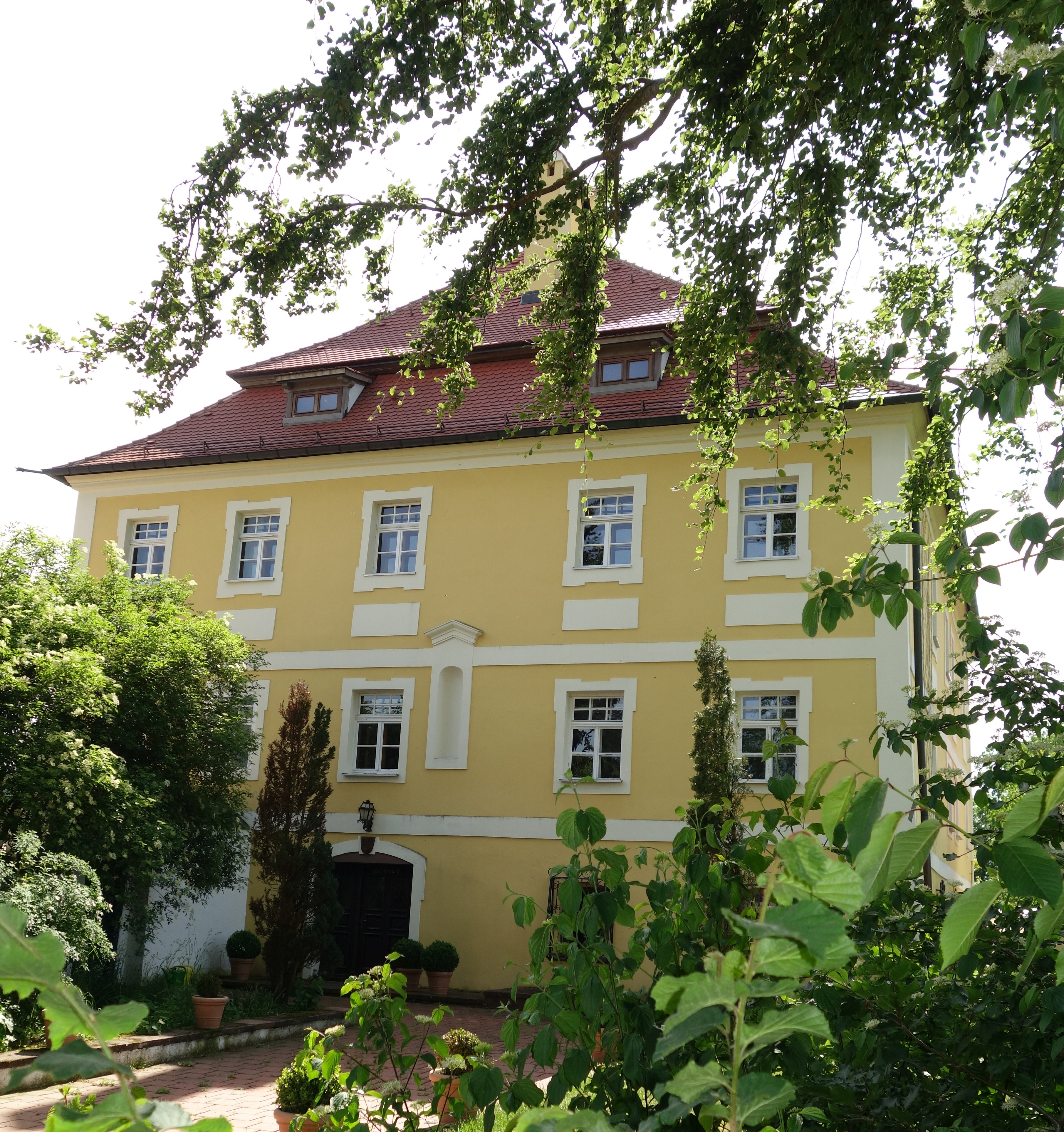
Das denkmalgeschützte Schloss Herrnried im Landkreis Neumarkt in der Oberpfalz

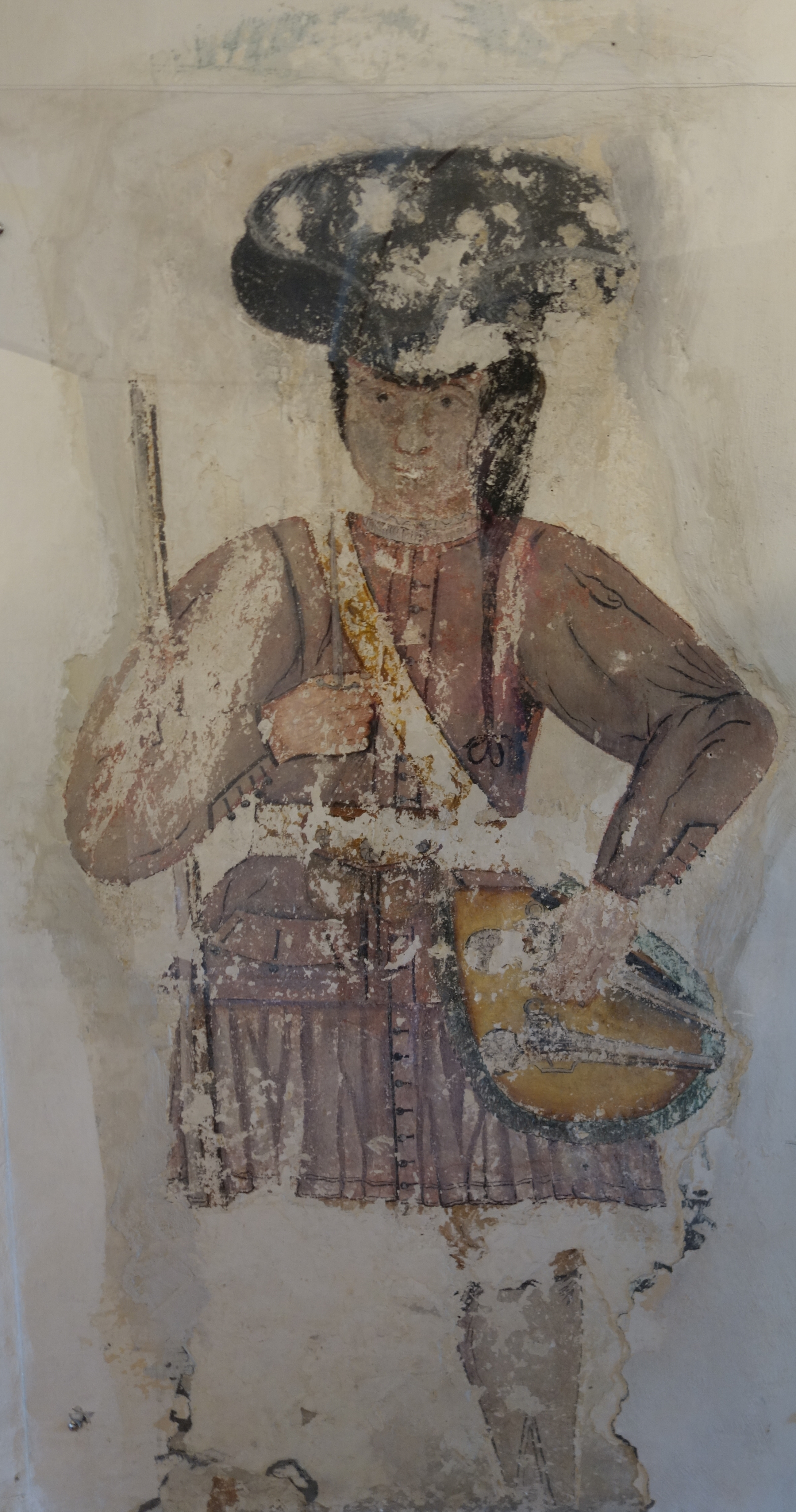
freigelegtes Wandgemälde im Schloss Herrnried

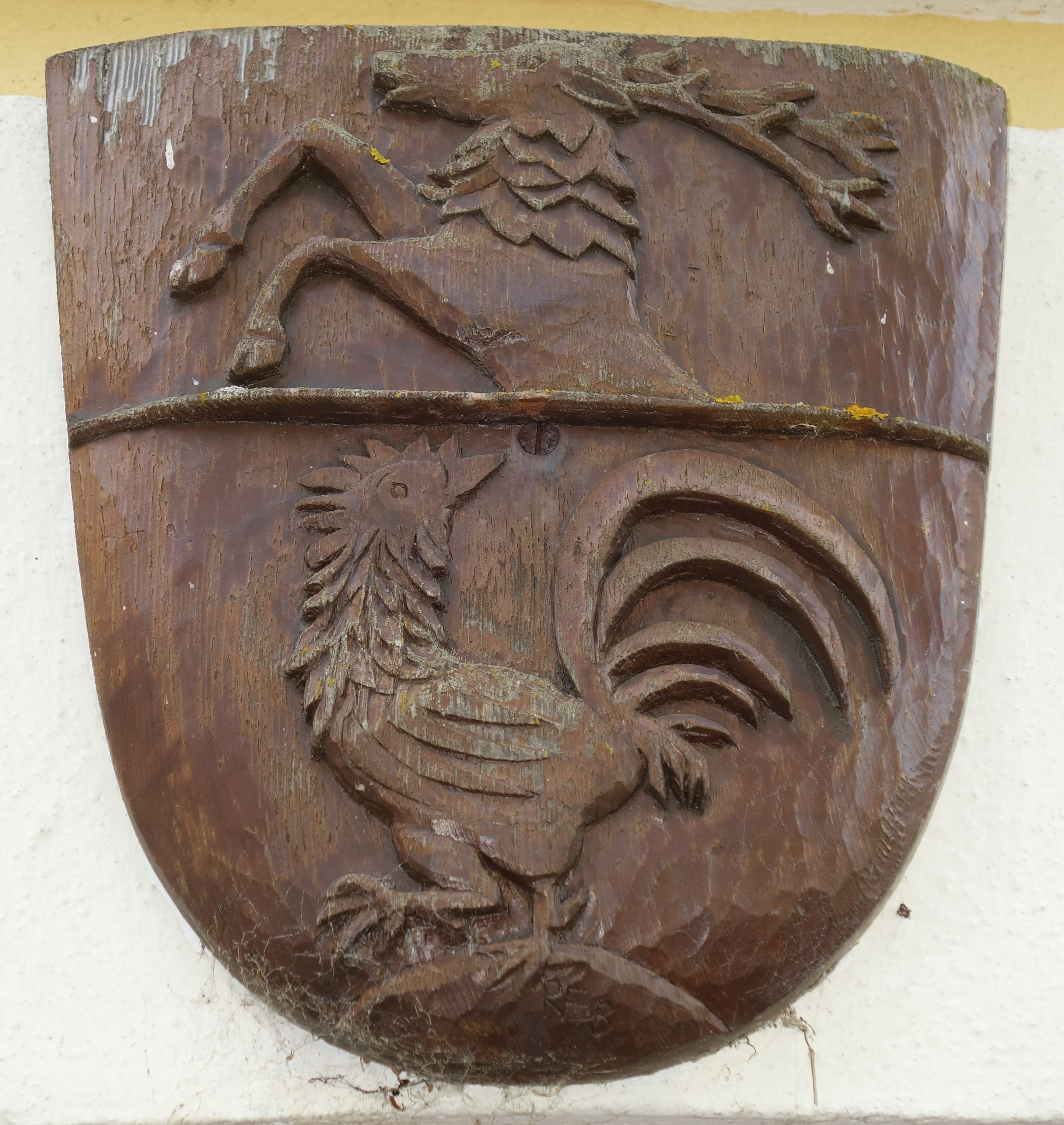
Wappen der Familie Rummel (Hirsch und Hahn) über dem Eingang zum Schloss Herrnried

Das denkmalgeschützte Schloss Herrnried befindet sich in dem gleichnamigen Ortsteil der oberpfälzischen Stadt Parsberg im Landkreis Neumarkt in der Oberpfalz von Bayern (Herren-von-Ried-Straße 18). Die Anlage wird als Bodendenkmal unter der Aktennummer D-3-6836-0154 im Bayernatlas als „archäologische Befunde des Mittelalters und der frühen Neuzeit im Bereich des ehem. Hofmarkschlosses Herrnried und der zugehörigen ehem. Schlosskapelle St. Mariä Heimsuchung in Herrnried, jeweils mit Spuren von Vorgängerbauten bzw. älterer Bauphasen“ geführt. Ebenso ist sie unter der Aktennummer D-3-73-151-25 als denkmalgeschütztes Baudenkmal von Herrnried verzeichnet.

## Geschichte
Der Raum um Herrnried stand in der Zeit vor 1114 in enger Beziehung zum districtus Tangrintel und zum Bistum Bamberg. In den Urkunden des Klosters Prüfening des 12. Jahrhunderts fällt der Ministerialensitz Riwineswruit auf. Unter Bischof Otto von Bamberg tauchen ein Heinricus und ein Haidfolc de Riwinesruith als Zeugen bei einem Gütertausch auf. Der Heinricus de Richwinisruith und sein Sohn werden nochmals bei einem weiteren Gütertausch genannt. Ein Heinricus de Ruite wird zur Zeit des Abtes Erminold (1117–1121) von Kloster Prüfening unter den Ministerialen auf dem Tangrintel genannt. Vermutlich stehen auch die Gebrüder Heinrich, Wolofram und Haidfolc in Verbindung mit Riwinesruit. Es kann allerdings kein sicherer Nachweis geführt werden, ob die genannten Ministerialen tatsächlich auf Herrnried saßen, allerdings ist dies zu vermuten, da die Bamberger Bischöfe am Rand ihres Einflussbereiches einen Ring von Ministerialensitzen schufen (z. B. Eichhofen, Kollersried, Laufenthal), um ihren Einflussbereich abzusichern.
Im 13. und 14. Jahrhundert erscheint in Herrnried das Ministerialengeschlecht der Reuter, die des Öfteren als Gefolgsleute der Herren von Laber genannt werden. So tritt ein Konrad von Reut 1275 als Zeuge bei der Übergabe von Gütern an das Kloster Pielenhofen auf, ein Heinrich von Reut ist 1292 in einer Zeugenliste genannt. Ein älterer und ein jüngerer Konrad von Reut sowie ein Heinrich von Reut werden 1294 genannt und sollten im Fall des Ablebens des Hadamar II. von Laber für seine Gattin Agnes von Abensberg sogar seine Herrschaft für die Witwe verwalten. Gegen Ende des 14. Jahrhunderts erscheint ein Hans der Reuter zu Herrnried, 1375 trat dieser seinen Ansitz Eggertshofen an seinen Schwager Friedrich den Muggenthaler ab. 1381 wird Hans der Reuter zu Thonhausen genannt, 1391 erscheint der erbare Knecht Eberhart der Rewter, der dem Lienhart Kemnather ein Schaff Getreide verkaufte. Hans der Reuter hat zu Herrnried auch Gerichtsrechte ausgeübt; es gibt Hinweise, dass für die Hofmark sogar die Malefizgerichtsbarkeit bestand. Nach dem Tode des Hans Reuters († 1402) überträgt Alhard die Reuterin ihre Güter zu Thonhausen, Brunn und Puchszagel an ihren Sohn Friedrich und an ihre Töchter. Mit Ende des 14. Jahrhunderts sind die Reuter dann aus Herrnried verschwunden und der Besitz erscheint als ein Wittelsbacher Lehen.
Nach den Reutern gelang es den Eichstättern, Herrnried zu erwerben. Friedrich Eichstätter hat in seinem Testament 1412 bestimmt, dass seine Frau Barbara Herrnried mit allem Zugehör als freies Eigen erhalten soll. Seine Witwe hat sich später mit dem Sigmund Sandizeller wieder verheiratet, wie aus Erbauseinandersetzungen um 1435 hervorgeht. Die Tochter aus dieser Verbindung, Margreth Sandizeller, verheiratete von Efglofstein, und ihr Mann Friedrich von Efglofstein verkaufen den Sitz zu Herrnried an den Bischof von Regensburg, der ihnen aber Herrnried wieder als Leibgeding zurückgab. 1470 werden von dem Landgericht Hirschberg dem Heimeram Muggenthaler, dem Erben der Eglofsteiner, die Lehen zugesprochen, die von den Reutern stammen und von den Eglofsteinern verwaltet wurden. Das Hochstift Regensburg erhält das Dorf Herrnried, dürfte aber bald danach auch die anderen Lehen erworben haben.
Danach hat das Bistum Regensburg die Verwaltung zuerst selbst ausgeübt, wie aus der Landtafel des Herzogtums Oberbayern von 1487 hervorgeht. 1543 übertrug der Regensburger Bistumsadministrator Johann seinem Hofmarschall Sebastian Thonhauser Dorf und Hofmark Herrnried und den Reutzehent zu Hemau als Leibeding. 1569 erhielten der bischöfliche Rat und Lehensprobst Polay Probst und dessen Sohn Hieronymus Herrnried als Leibgeding. Zwischen dem lutherischen Herzogtum Pfalz-Neuburg und dem katholischen Bistum Regensburg ergaben sich in der Folge Auseinandersetzungen um Herrnried. Zwar hatte Hieronymus Probst nach dem Tod seines Vaters Herrnburg nur unter der Bedingung erhalten, bei der katholischen Lehre zu bleiben, er musste sich aber dem Druck des lutherischen Landesherren beugen. 1602 trat das Bistum seine Rechte zu Herrnried an Pfalz-Neuburg ab. In den folgenden Jahren wird Herrnried als Ritterlehen an Hieronymus Probst ausgegeben.
Im 17. Jahrhundert wechselten die Besitzer der Hofmark sehr häufig: 1628 fiel Herrnried an das Fürstentum zurück und wurde darauf an Johann Lollio, genannt Sattler auf Gügelberg, ausgegeben. 1641 werden Oberst Robert Vitus, 1652 seine Witwe und Erben hier genannt. 1655 erhält Carl Sigmund Freiherr von Tänzl-Tratzberg die Hofmark. Ein Jahr später erscheint hier Wolf Wilhelm von Maffei, der von Herzog Philipp Wilhelm mit Herrnried belehnt wurde. 1702 erwarb Wilhelm Ludwig von Rummel drei Viertel des Sitzes, 1708 kaufte er noch den Rest hinzu. Bis in das 19. Jahrhundert verblieb Herrnried im Besitz der Rummels. Freiherr Gustav von Rummel verkaufte dann den Besitz 1856 an Freiherrn Karl von Mengershausen. 1919 erwarb Hauptmann a. D. Jakob Völkl das Schloss Herrnried, dieser blieb bis 1958 Besitzer. Während des Zweiten Weltkrieges waren polnische Gefangene im Schloss zum Arbeitsdienst untergebracht.
Nach 1958 ging der Besitz an Rudolf von Poten über. 1967 erwarb Johann Federl sen. das Schlossgut und erweiterte die Landwirtschaft zu einer modernen Hofstelle. Das Schloss wurde 1972 an Willi und Gisela Klühe verkauft. Diese ließen 2008 und 2009 zusammen mit dem Amt für Landesdenkmalpflege das Dach des Schlosses komplett renovieren. Nach dem Tod des Ehepaars Klühe im Jahre 2009 stand das Schloss zum Verkauf und ist seit 2016 wieder in Privatbesitz.

## Schloss Herrnried heute
Das Schloss ist ein einfacher dreigeschossiger Mansarddachbau mit einem gotischen Kern. Dieser stammt vermutlich aus dem 14. Jahrhundert. In der zweiten Hälfte des 18. Jahrhunderts wurde mit der Errichtung eines Neubaus begonnen. Das Gebäude besitzt fünf Fensterachsen und ist durch Lisenen und Fensterumrahmungen gegliedert.
Unmittelbar neben dem Schloss befand sich die Schlosskirche von Herrnried; diese wurde 1854 abgebrochen und an ihrer Stelle wurde die heutige Filialkirche Mariä Heimsuchung im Nazarener-Stil errichtet.
Das Schloss ist heute in Privatbesitz und bewohnt. Aktueller Eigentümer ist der Regensburger Rechtsanwalt Wolfgang Schlachter.